# Valente (kommun)
Valente är en kommun i Brasilien.   Den ligger i delstaten Bahia, i den östra delen av landet, 1 000 km nordost om huvudstaden Brasília. Antalet invånare är 24 579.
Följande samhällen finns i Valente:
- Valente

Omgivningarna runt Valente är huvudsakligen savann. Runt Valente är det ganska tätbefolkat, med 54 invånare per kvadratkilometer.